# Ljukinaj
Lukinaj en albanais et Ljukinaj en serbe latin (en serbe cyrillique : Љукинај) est une localité du Kosovo située dans la commune/municipalité de Prizren et dans le district de Prizren/Prizren. Selon le recensement kosovar de 2011, elle compte 558 habitants, dont 557 Albanais.
Le village est également connu sous les noms de Lukanja ou Lukanjë,

## Démographie

### Évolution historique de la population dans la localité
| 1948 | 1953 | 1961 | 1971 | 1981 | 1991 | 2011 |
| ---- | ---- | ---- | ---- | ---- | ---- | ---- |
| 67   | 83   | 131  | 176  | 241  | 393  | 558  |

|  |